# 丁司垱镇
丁司垱镇，是中华人民共和国湖北省黄冈市浠水县下辖的一个乡镇级行政单位。

## 行政区划
丁司垱镇下辖以下地区：
丁司垱社区、黄龙山村、飞泉寺村、刘家岩村、天堂寨村、油铺咀村、苏家窑村、长形地村、分流铺村、朝阳庵村、靖平村、庙龙村、太子庙村、乐林寺村、丁司当村、郭家桥村、里店铺村、徐家冲村、金鸡石村、蒋家山村、孟家冲村、石头咀村、分水丘村、路庙铺村、清安寺村、程家山村、夏家河村、陶刘冲村、龙潭冲村、天灯树岗村、方郭铺村、金屯寺村、羊角井村、郭毛岭村和盛家冲村。